# Синаноглу, Октай
Октай Синаноглу (25 февраля 1935 — 19 апреля 2015) — турецкий физикохимик и молекулярный биофизик.

## Биография
Родился 25 февраля 1935 года в итальянском городе Бари в семье Нюзхет Хашим и Рювейде Синаноглу. Отец Октая Синаноглу был работником турецкого консульства и писателем. Он написал книгу о греческой и римской мифологиях. Другая его книга под названием «Петрарка» была опубликована в 1931 году. В июле 1938 года отец Октая Синаноглу вместе с семьёй был отозван в Турцию. Сестра Октая Синаноглу — турецкая певица Эсин Афшар.
В 1953 году Синаноглу поехал в США. В 1956 году окончил Калифорнийский университет в Беркли со степенью бакалавра. На следующий год Синаноглу получил степень магистра в MIT и стал стипендиатом Фонда Слоуна. В 1959-1960 годах получил степень доктора философии в области физической химии.
С 1960 года работал в Йельском университете. 1 июля 1963 года получил должность полного профессора химии. Синаноглу стал самым молодым полным профессором Йеля в XX веке и считается третьим самым молодым полным профессором за всю историю университета.
В 1964 году Синаноглу основал в Йеле отделение теоретической химии. В 1997 году Октай Синаноглу покинул Йельский университет.
После ухода из Йеля до 2002 года преподавал химия в Техническом университете Йылдыз.
В 1966 году награждён научной премией Совета Турции по научно-техническим исследованиям в области химии.
Синаноглу дважды номинировался на Нобелевскую премию.
В 2001 году была опубликована книга о жизни Октая Синаноглу «Турецкий Эйнштейн Октай Синаноглу», написанная турецкой писательницей Эмине Чайкара.
10 апреля 2015 года Дилек Синаноглу сообщила, что её муж был госпитализирован в больницу Майами. По некоторым данным, на тот момент Синаноглу питался с помощью пищевой трубки. Октай Синаноглу умер 19 апреля 2015 года в возрасте 80 лет. Официального сообщения о причинах смерти не было. Синаоглу был похоронен на кладбище Караджаахмет после религиозной церемонии в мечети Шакирин.

### Личная жизнь
21 декабря 1963 года Синаноглу женился на Пауле Амбрустер. От этого брака у Синаноглу было трое детей.
Второй женой Синаоглу стала Дилек Синаноглу. У супругов родилась двойня. Супруги жили в Техасе и Стамбуле.